# Cipotânea
Cipotânea är en kommun i Brasilien.   Den ligger i delstaten Minas Gerais, i den sydöstra delen av landet, 700 km sydost om huvudstaden Brasília. Antalet invånare är 6 547.
Omgivningarna runt Cipotânea är huvudsakligen savann. Runt Cipotânea är det ganska glesbefolkat, med 38 invånare per kvadratkilometer.